# Augastes
Augastes és un gènere d'ocells de la subfamília dels politmins (Polytminae) dins la família del troquílids (Trochilidae). Aquests colibrís habiten en zones forestals de l'est del Brasil.

## Llista d'espècies
S'han descrit dues espècies dins aquest gènere:
- colibrí de barbeta (Augastes lumachella).
- colibrí jacint (Augastes scutatus).